# Kelminselkä
Kelminselkä är en sjö i Finland. Den ligger i Ikalis i landskapet Birkaland, i den sydvästra delen av landet, 200 km nordväst om huvudstaden Helsingfors. Kelminselkä ligger 74 meter över havet. Den ligger vid sjön Kyrösjärvi. I omgivningarna runt Kelminselkä växer i huvudsak blandskog.